# Crossosoma bigelovii
Crossosoma bigelovii är en tvåhjärtbladig växtart som beskrevs av Sereno Watson. Crossosoma bigelovii ingår i släktet Crossosoma, och familjen Crossosomataceae. Inga underarter finns listade i Catalogue of Life.